# Квартира (фільм, 1989)
«Квартира» — радянський художній фільм 1989 року, знятий режисером Сайдо Курбановим на кіностудії «Таджикфільм».

## Сюжет
Сентиментальна історія, що сталася на околиці Імперії напередодні її розпаду. Про трьох друзів із різних соціальних верств, що виросли разом. Кімната з іграшками, вид із вікна на фонтан одного з них були взірцем життєвого добробуту та щастя для іншого. Ставши дорослим і зустрівши кохання, він розповідає своїй коханій про цю квартиру, обіцяє їй щастя, про яке мріяв з дитинства і… здійснює підлість.

## У ролях
- Сайдо Курбанов — Сумний
- Фірдаус Алімов — Сумний в дитинстві
- Павло Семеніхін — Енергійний
- Саша Ротов — Енергійний в дитинстві
- Шухрат Іргашев — Мафіозі
- Гоша Атабаєв — Мафіозі в дитинстві
- Фаріда Мумінова — Мадонна
- Нурбей Камкія — «Шістка»
- Віра Івлєва — сусідка
- Ато Мухамеджанов — батько Сумного
- Айбарчин Бакірова — мати Сумного
- Бурхон Раджабов — Клієнт
- Людмила Полякова — інспектор
- Зоя Алаєва — дружина Енергійного
- Павло Винник — директор театру
- Хакім Рахімов — Хашим
- Гульсара Абдуллаєва — дружина Хашима
- Парвіна Аріпова — дочка Хашима
- Марат Хасанов — міліціонер
- Хашим Рахімов — епізод

## Знімальна група
- Режисер — Сайдо Курбанов
- Сценарист — Євген Козловський
- Оператор — Олексій Найдьонов
- Композитор — Геннадій Александров